# Bitwa pod Barranquita
Bitwa pod Barranquita – starcie zbrojne, które miało miejsce w 3 lipca 1916 roku w trakcie amerykańskiej interwencji w Dominikanie (1916–1924).
W roku 1916 Stany Zjednoczone wysłały do Dominikany ekspedycję wojskową, skierowaną przeciwko generałowi Desiderio Ariasowi, który na czele wojska obalił rządy proamerykańskiego prezydenta Jimeneza. 
Po wylądowaniu, desant 1800 żołnierzy amerykańskich dowodzonych przez generała Pendletona skierował się do prowincji Cibao. Tymczasem w stolicy prowincji Santiago de los Caballeros rozpoczęto przygotowania do walki, organizując oddział 250 ochotników pod dowództwem Maximo Cabrala. Dnia 3 lipca 1916 roku w drodze do Santiago pod Barranquita, Amerykanie starli się z przeciwnikiem uzbrojonym głównie w maczety. Amerykanie odparli atak patriotów, którzy stracili 29 zabitych. Po stronie Amerykanów był 1 zabity i kilku rannych. To pierwsze starcie pod Barranquita wzmocniło ruch oporu na Dominikanie.